# Seed (2007)
Seed (bra Seed - Assassino em Série) é um filme canadense de 2007, dos gêneros terror e suspense, dirigido e escrito por Uwe Boll.
Conta a história de Max Seed, um assassino impiedoso, condenado a cadeira elétrica por matar 666 pessoas durante 6 anos.

## Enredo
Max Seed (Will Sanderson), quando criança, ficou preso em um incêndio e teve sua face deformada, o que o leva a usar uma máscara (uma espécie de saco de pano na cabeça). Seed depois de alguns anos virou um serial killer, matando em 6 anos 666 pessoas. Fitas de alguns de seus assassinatos foram parar na delegacia, contendo cenas de suas vítimas morrendo de inanição e entrando em processo de decomposição (filmando desde baratas até uma pessoa adulta).
Em uma noite, Seed é surpreendido por policiais em sua residência. Ao invadir o local que possuía varias armadilhas, quase toda equipe morre, apenas o detetive Matt Bishop (Michael Paré) sobrevive, e tem a chance de matar Seed, mas prefere prendê-lo.
Chegado o dia da execução de Seed, o diretor do presídio recebe a notícia de que deverá usar a cadeira elétrica antiga e defeituosa, e mesmo em dúvida, pressionado pela opinião pública (devido a quantidade de pessoas que Seed assassinou), resolve executá-lo assim mesmo. Depois de duas tentativas, Seed ainda possuía sinais vitais, e com medo de tentar uma terceira (devido à lei federal, onde um prisioneiro que sobrevivesse a 3 eletrocuções na cadeira elétrica de 45 segundos cada, deveria ser libertado), o diretor resolve enterrar Seed vivo.
Após cavar e ingerir terra até a superfície de sua cova, Seed consegue escapar e inicia então seu plano de vingança, começando com o seu carrasco da cadeira elétrica, e terminando em um jogo de vida ou morte, com o detetive Bishop e sua família.